# تل الفارعة الشمالي
تل الفارعة الشمالي يقع في فلسطين حوالي 1 كيلو متر إلى الشمال من مخيم بلاطة، على طريق تجاري قديم ربط منطقة نهر الأردن مع منطقة جبال السامرة. تبلغ مساحته حوالي 6.5 هكتاراً، وقد كان مأهولاً بالسكان خلال المرحلتين الأولتين من العصر البرونزي القديم ومحصناً خلال المرحلة الثانية من العصر البرونزي القديم.